# Anosia sabrona
Anosia sabrona är en fjärilsart som beskrevs av Talbot 1943. Anosia sabrona ingår i släktet Anosia och familjen praktfjärilar. Inga underarter finns listade i Catalogue of Life.